# Franz Kostner
Franz Kostner (* 2. Oktober 1877 in Corvara, Südtirol; † 4. November 1968 ebenda) war ein italienischer Alpinist, Unternehmer und Tourismuspionier.

## Leben

### Jugendjahre
Franz Kostner wurde auf einem Bauernhof bei Corvara im ladinischen Abteital geboren. Als er acht Jahre alt war, starb sein Vater und seine Mutter hatte alle Mühen, ihre vier Kinder allein zu erziehen. Mit zehn Jahren trug er mit zum Unterhalt der Familie bei, indem er im Sommer das Vieh der Nachbarn hütete. Um Deutsch zu lernen, wurde er mit 16 Jahren zu einem Bauern nach St. Lorenzen ins Pustertal geschickt. Nach einem Jahr kehrte er zurück und begann eine Tischlerlehre bei seinem älteren Bruder Josef.
Nebenbei entdeckte er seine Liebe für die Berge und die Kletterei. 1897 erfüllte sich sein Wunsch und er wurde als Bergführer des Deutschen und Österreichischen Alpenvereins zugelassen. Seine ersten Kunden waren Julius Payer und dessen Tochter, die er auf den Piz Boè im Sellastock führte.
Im Jahr darauf wurde er zum 3. k.u.k. Tiroler-Kaiserjägerregiment nach Riva eingezogen. Nach dem Ausbruch des Boxeraufstandes im Oktober 1899 meldete er sich als Freiwilliger für das österreichisch-ungarische Kontingent des Internationalen Expeditionskorps, wurde aber am Ende nicht berücksichtigt. Der Gedanke in den Fernen Osten aufzubrechen, ließ ihn jedoch nicht mehr los. Nach Ableistung seines Militärdienstes kehrte er im Herbst 1900 nach Corvara zurück und nahm seine frühere Arbeit als Tischler und Bergführer wieder auf. Ein Jahr später begleitete er Gottfried Merzbacher bei seinen Touren im Sellastock. Merzbacher bot ihm an, ihn auf seiner geplanten Expedition in das Tian-Shan-Gebirge zu begleiten.

### Asienreisen
Im Mai 1902 brach die Expedition in Richtung Zentralasien auf. Neben Franz Kostner gehörten der Forschungsreise in die Hochregion der zentralen Gebirgskette des Tian Shan auch der Alpinist Hans Pfann und der Geologe Hans Keidel an. Nach zwei Monaten langte die Gruppe in Narynqol am Rand des Gebirgszuges an. In den folgenden Wochen wurden zahlreiche Täler erforscht, die Lage des Khan Tengri (7010 m) näher bestimmt und der Inyltschek-Gletscher erkundet. Im Oktober wurde das Winterquartier in Kaschgar aufgeschlagen und nach der Abreise von Hans Pfann übernahm Kostner die metrologischen und geografischen Messungen der Expedition. Im April 1903 wurde die Reise fortgesetzt. Zunächst ging es in den östlichen Bereich des Tian Shan, bevor die Expedition im August erneut am Inyltschek-Gletscher ankam. Bei dem Versuch, sich dem Khan Tengri zu nähern, entdeckte Kostner nach eigenen Angaben den später nach dem Expeditionsleiter benannten Merzbacher-See. Zusammen mit Merzbacher gelang es ihm, Ende August noch bis zum Fuß des Khan Tengri vorzudringen. Wegen fehlender Ausrüstung sah man aber von einem Besteigungsversuch ab. Anschließend folgte man dem Flusstal des Sarydschas und bereiste den südlichen Bereich des Tian Shan. Ende Oktober 1903 erreichte die Expedition Kuldscha und trat von dort die Heimreise an. Die in seiner 1965 erschienenen autobiographischen Schrift gemachte Darstellung seiner Person findet in den Expeditionsberichten Merzbachers allerdings keinen Widerhall. Dort nimmt er nur eine marginale Rolle ein.
Nach seiner Rückkehr nach Corvara arbeitete Franz Kostner wieder als Bergführer. Zu seinen Stammkunden zählten unter anderem Oscar Schuster und Henry Hoek, die er in den heimischen Dolomiten, aber auch in den Schweizer Alpen begleitete. Kurz nachdem er im Februar 1907 die Verhandlungen über den Kauf eines Gasthofes in Corvara aufgenommen hatte, lud Merzbacher ihn zu einer zweiten Reise nach Zentralasien ein. Diesmal sollte er Merzbacher bei einer Jagdreise des Prinzen Arnulf von Bayern in den östlichen Tian Shan begleiten. Nachdem ihm der Prinz versichert hatte, dass er bis zum Ende des Jahres wieder zu Hause sei, stimmte der kurz zuvor frischgebackene Gasthofbesitzer Kostner zu. Im April 1907 trat er die Reise in den Fernen Osten an und vier Wochen später überschritt die Reisegruppe, zu der auch der Geologe Kurt Leuchs gehörte, die russisch-chinesische Grenze westlich von Kuldscha. Erkundet wurden auf der zweiten Reise die Gebirgszüge im chinesischen Teil östlich von Urumchi. Ende November 1907 trat Kostner die Rückreise an und erreichte Corvara kurz nach Weihnachten.

### Gastwirt und Soldat
Nachdem er Anfang 1904 bei Willi Rickmer Rickmers und Heinrich von Ficker das Skilaufen erlernt und er im Jänner 1908 den Gasthof Post in Corvara übernommen hatte, gehörten zu seinen ersten Wintergästen auch einige ehemalige Kunden, die er im Sommer als Bergführer betreut hatte. Mit diesen unternahm er Skitouren in den umliegenden Bergen. Aber auch Armeeangehörige, wie k.u.k. Generalmajor Ludwig Goiginger, zeigten ihr Interesse an der neuen Sportart. Während des Ersten Weltkrieges sollte Kostner später Skikurse für die österreichisch-ungarische Armee abhalten.
Nach dem Ausbruch des Ersten Weltkrieges meldete er sich im Sommer 1914 mit knapp 37 Jahren als Freiwilliger, wurde aber zunächst abgelehnt. Im Dezember wurde er wegen seiner Erfahrung als Skiläufer für die Karpatenfront eingezogen, nach seiner Ankunft dort aber wieder zurückgewiesen. Anfang Mai 1915 übernahm er schließlich im Rang eines Majors das Kommando über das etwas mehr als tausend Mann starke Standschützenbataillon Enneberg. Nach dem italienischen Kriegseintritt stand er mit dem Bataillon am schwer umkämpften Frontabschnitt des Col di Lana und des benachbarten Monte Sief. Dort erlebte er im April 1916 die italienische Minensprengung der österreichisch-ungarischen Gipfelstellung, bei der auch 16 Mann seines Bataillons den Tod fanden. Danach wurde das Bataillon aus der Front genommen und kam bis zur Durchbruchschlacht von Karfreit im Oktober 1917 nicht mehr zum Einsatz. Im letzten Kriegsjahr stand das Bataillon bei Posina am Monte Majo und am Monte Cimone bei Tonezza. Am 3. November 1918 geriet Kostner in italienische Kriegsgefangenschaft und verbrachte einige Wochen in einem Kriegsgefangenenlager bei Villafranca di Verona.

### Unternehmer und Tourismuspionier
Nach seiner Rückkehr aus der Kriegsgefangenschaft fand er seinen Gasthof geplündert und verwüstet vor. Es gelang ihm mit seiner Frau Ottilia, die er 1908 geheiratet hatte, nicht nur das Haus wieder herzurichten, sondern seinen Betrieb in den folgenden Jahren zu modernisieren und zu vergrößern.
In den 1920er Jahren errichtete er zusammen mit seinem Schwager ein kleines Elektrizitätswerk im Ort. Ein Zweites folgte in den 1930er Jahren, damit trug er wesentlich zur Elektrifizierung des Tals bei. Ebenfalls in den 1930er Jahren erbaute er eine erste einfache Liftanlage im Tal, die sein Sohn Erich 1947 durch einen Sessellift ersetzte, der der erste seiner Art in Italien überhaupt war.
Bereits 1922 gründete Franz Kostner zusammen mit zwei Partnern ein Transportunternehmen für die Post- und Personenbeförderung. 1934 war das Transportunternehmen Kostner, Videsott & C. auch dank des aufkommenden Skitourismus im Abteital mit 20 Bussen, 9 Autos und 30 Beschäftigten das größte seiner Art in der Provinz Bozen. Mit seinen Buslinien in die Dolomiten trug Kostner wesentlich zur touristischen Erschließung des Abteitales und der Nachbartäler bei. Seine Mühen wurden aber schon zwei Jahre später zunichtegemacht, als die Faschisten ihm die Lizenzen zur Personenbeförderung entzogen, nachdem eine verspätet erschienene Gruppe von jungen Faschisten nicht in seinen Bussen Platz gefunden hatte. Gegen die willkürliche Entscheidung legte er ohne Erfolg Rechtsmittel ein.
Vergrämt über die Situation entschied er sich bei der Option 1939 für die Auswanderung, zu der es aber aufgrund der Kriegswirren nicht kam.
Nach dem Krieg, seine Frau war 1941 gestorben, übernahmen seine Kinder den Betrieb. Franz Kostner, der für einige Jahre auch Bürgermeister von Corvara gewesen war, verstarb im hohen Alter von 91 Jahren am 4. November 1968.
Nach ihm wurde die Franz-Kostner-Hütte im Sellastock benannt.

## Veröffentlichungen
- Franz Kostners Leben für seine Dolomitenheimat: seine Asienfahrten. Herausgegeben von Luis Langenmaier, St. Anton am Arlberg 1965.